# 아나·볼 논쟁
아나·볼 논쟁(일본어: アナ·ボル論争 아나보루론소[*])은 다이쇼 연간, 특히 1920년대 초 일본 운동권에서 아나파(아나르코생디칼리슴파)와 볼파(볼셰비즘, 레닌주의파) 사이에 벌어진 사상적・운동론적 논쟁과 대립이다.
노동조합 운동의 조직론에 있어 아나파는 자유연합론을 취하여 정당의 지도를 배제해야 한다고 주장한 데 비해, 볼파는 중앙집권적 조직론을 취했다. 1917년 러시아 10월 혁명과 1922년 수립된 소련에 대한 평가에도 양 파는 차이가 있었다.
콘도 에이조 등이 「아나・볼 제휴」를 내걸고 1921년 1월 오스기 사카에와 함께 제2차 『노동운동』을 창간하며 양파는 밀월에 들어간다. 하지만 6월 제2차 『노동운동』은 통권 13호로 폐간. 12월에는 아나키스트들만 모여 제3차 『노동운동』을 복간한다. 1922년 오스기가 제3차 『노동운동』 지면에서 러시아의 볼셰비키에 의한 아나키스트 탄압을 보고하면서 아나・볼 논쟁도 격화되었고, 그해 9월 30일 일본노동조합총연합(日本労働組合総連合) 설립대회에 이르는 과정에서 양측의 대립이 극에 달했다. 하지만 아나파는 오스기가 살해(아마카스 사건)되면서 쇠퇴하게 되고 일본 사회주의는 볼셰비즘이 주류가 되었다.
1922년 3월 창립한 전국수평사에서도 내부적으로 양파의 논쟁과 갈등이 나타났다.

## 참고 사항
- 일본민주혁명 논쟁
- 일본자본주의 논쟁